# Dendronephthya boletiformis
Dendronephthya boletiformis är en korallart som beskrevs av Ridley 1887. Dendronephthya boletiformis ingår i släktet Dendronephthya och familjen Nephtheidae. Inga underarter finns listade i Catalogue of Life.